# Giovanni Antonio Serbelloni
Giovanni Antonio Serbelloni (ur. 1519 w Mediolanie – zm. 18 marca 1591 w Rzymie) – włoski duchowny.
Pochodził z Mediolanu, był bratankiem papieża Piusa IV i kuzynem Św. Karola Boromeusza. Biskup Foligno 1557-60 i Novara 1560-74. W styczniu 1560 wuj mianował go kardynałem prezbiterem San Giorgio in Velabro, a następnie powierzył mu funkcje legata w Camerino (1560-65) oraz w Umbrii i Perugii (1565-66). Po śmierci wuja jego rola w administracji papieskiej zmalała. Kardynał-biskup Sabiny (1578), Palestriny (1578-83), Frascati (1583-87), Porto (1587-89) i Ostii (1589-91). Przewodniczył obu konklawe w 1590 roku. Zmarł w Rzymie.